# Legislatura de Wyoming
La Legislatura de Wyoming (en inglés: Wyoming Legislature) es la legislatura estatal (órgano encargado del Poder legislativo) del estado de Wyoming, en Estados Unidos. Es una legislatura estatal bicameral, que consta de la Cámara de Representantes de Wyoming, con 60 miembros y el Senado de Wyoming, de 30 miembros. La legislatura se reúne en el Capitolio del Estado de Wyoming en Cheyenne. No hay límites de mandato para ninguna de las cámaras.
El Partido Republicano tiene una supermayoría en la legislatura actual, que comenzó a reunirse en 2019; 51 de los 60 escaños en la Cámara y 28 de los 30 escaños en el Senado están ocupados por republicanos.

## Historia
La legislatura del estado de Wyoming comenzó como otros estados occidentales, como una legislatura territorial, con casi (aunque no todas) las regulaciones parlamentarias que guían a otras legislaturas estatales de pleno derecho.

### Sufragio femenino
Durante su época territorial, la Legislatura de Wyoming jugó un papel crucial en el Movimiento Sufragista en los Estados Unidos. En 1869, solo cuatro años después de la guerra civil estadounidense, y otros 35 años antes de que el sufragio femenino se convirtiera en un tema político muy visible tanto en los EE. UU., Gran Bretaña y otros lugares, la Legislatura de Wyoming otorgó a todas las mujeres mayores de 21 años el derecho al voto. . La medida de la legislatura convirtió a Wyoming en el primer territorio de los Estados Unidos donde las mujeres obtuvieron explícitamente el derecho al voto. Las noticias se difundieron rápidamente a otros territorios y estados vecinos. En 1870, la Legislatura Territorial de Utah hizo lo mismo, y otorgó el derecho de voto a las mujeres.
El movimiento de la legislatura fue motivado por una serie de factores, incluido el traer mujeres Costa Este al territorio para aumentar su población (ha estado constantemente entre los estados menos poblados de Estados Unidos), para dar a conocer el nuevo territorio y atraer más votantes al redil (tanto para las élites políticas existentes como nuevamente debido a su pequeña población), y por preocupaciones genuinas de que las mujeres deberían poder votar.
Debido al cambio de leyes de votación del territorio en 1869, el Congreso de los Estados Unidos se mostró hostil a Wyoming y su legislatura durante los procedimientos para convertir a Wyoming en un estado de EE. UU. En 1889 y 1890, al redactar una nueva constitución que continuaría promulgando el sufragio femenino, el Congreso amenazó con retener la estadidad a menos que se aboliera el sufragio femenino.
Después de que la Legislatura de Wyoming y el gobierno territorial enviaron un telegrama a Washington con el ultimátum de que Wyoming seguiría siendo un territorio en lugar de convertirse en un estado sin sufragio femenino, el Congreso retiró su amenaza y el 10 de julio de 1890, el presidente Benjamin Harrison promulgó la ley Wyoming, convirtiéndose en el 44.º estado de EE. UU.
La temprana entrada de Wyoming en la política femenina continuó en el siglo XX. En 1925, la demócrata Nellie Tayloe Ross se convirtió en la primera gobernadora elegida de un estado de EE.UU.